# Neckarelz
Neckarelz ist ein Stadtteil der Großen Kreisstadt Mosbach im Neckar-Odenwald-Kreis in Baden-Württemberg. In diesem nach der Kernstadt größten Stadtteil leben rund 6500 Menschen.

## Geographie
Der Stadtteil Neckarelz liegt im nördlichen Baden-Württemberg im Grenzgebiet von Odenwald und Kraichgau an der Mündung der Elz zum Neckar. Am anderen Neckarufer liegen Hochhausen und Obrigheim. Neckarabwärts schließt sich Diedesheim an und talaufwärts im Elztal liegt Mosbach, mit dem Neckarelz durch die Ausdehnung der Wohn- und Gewerbegebiete im späten 20. Jahrhundert inzwischen verwachsen ist.

## Geschichte

### Frühzeit
Jungsteinzeitliche, bronze- und eisenzeitliche Funde weisen auf eine frühe und dichte Besiedlung des Neckarelzer Raumes hin. Ab der zweiten Hälfte des ersten nachchristlichen Jahrhunderts bis zu Beginn der zweiten Hälfte des dritten Jahrhunderts ist die Anwesenheit der Römer – ebenfalls durch verschiedene Einzelfunde – nachgewiesen.

### Mittelalter
Ein Reihengräberfeld schließlich belegt die alemannische Präsenz des Ortes im 6. und 7. Jahrhundert.

Urkunde 2614 des Lorscher Codex mit der Ersterwähnung von Alantia/Neckarelz aus dem Jahr 773

Auf das Jahr 773 datiert die urkundliche Ersterwähnung von Neckarelz als Alantia im Lorscher Codex.
1316 wurden die Herren von Weinsberg, 1350 zusätzlich die Ritter von Hirschhorn Besitzer von jeweils Teilen des Ortes. Zwischen 1377 und 1395 übertrugen diese immer wieder Anteile der Gemarkung an die Pfalzgrafen bei Rhein, bis 1412 mit der Übereignung des letzten Anteils an den Pfalzgrafen von Mosbach Neckarelz vollständig an die Pfälzer fiel. Seit 1499 unterstand der Ort dann der Kurpfalz. Die hiermit beginnende, über dreihundert Jahre dauernde, kurpfälzische Periode der Neckarelzer Geschichte spiegelt sich noch heute im Ortswappen wider.

### Neuzeit
1556 hielt die Reformation in Neckarelz Einzug.
Im Dreißigjährigen Krieg wurde der Ort wiederholt von durchmarschierenden Truppen heimgesucht. So schlug im Herbst 1621 Ernst von Mansfeld sein Hauptquartier in Neckarelz auf, im Herbst 1621 folgten Tillys Truppen. In den 1630er Jahren schließlich verwüsteten die Schweden das Neckartal. Auch während des Pfälzischen Erbfolgekrieges wurde der Ort wiederholt von Truppenbewegungen und Einquartierungen betroffen, ebenso in den Koalitionskriegen.
1806 gelangte Neckarelz unter die Oberhoheit des Großherzogtums Baden. An der Badischen Revolution war der Ort sowohl aktiv beteiligt (1848) als auch von den Folgen durch preußische Einquartierungen betroffen (1849).
Neben der Land- und Forstwirtschaft fanden die Bewohner von Neckarelz auch im bereits 1702 erwähnten Eisenhammer und in der 1786 gegründeten Ziegelei ihr Auskommen. Die industrielle Revolution erreichte Neckarelz 1890 mit der Errichtung der Eisengießerei Georg Röth, nachdem der Ort bereits 1878 durch die Einführung der Kettenschifffahrt auf dem Neckar und 1879 durch die Inbetriebnahme der Neckartalbahn an moderne verkehrstechnische Infrastrukturen angebunden worden war. 1895 kam mit der Eisengießerei Ditté und Söhne eine weitere Gießerei hinzu. Beide Gießereien haben die zwei Weltkriege überstanden, nach dem Zweiten Weltkrieg siedelten sich zwei weitere Gießereien sowie verschiedene Stahl- und Maschinenbaufirmen an.
In Neckarelz befand sich von 1944 bis 1945 das KZ Neckarelz, ein Außenlager des KZ Natzweiler-Struthof. Die Häftlinge sollten Fabrikationsräume in die Gipsstollen hauen. Gefangen waren sie zunächst in der Schule. In der unterirdischen Bomberflugzeugmotorenfabrik in Obrigheim arbeiteten schließlich fast 10.000 Menschen, viele von ihnen Gefangene verschiedener Art. Unter ihnen bildeten die 5.000 KZ-Häftlinge die Hauptgruppe. 900 konnten im April 1945 noch befreit werden.
Im Zuge der Gemeindegebietsreform wurde Neckarelz am 15. April 1975 nach Mosbach eingegliedert. Diese Entscheidung sorgte für großen Unmut innerhalb der Bevölkerung, da diese die Eingliederung mit großer Mehrheit ablehnte.
Ungefähr seit den 1960er Jahren hat der Ort den auch in vielen anderen Orten der Umgebung spürbaren Strukturwandel erfahren. Die Industriebetriebe wurden größtenteils aufgegeben, oftmals in Folge der Übernahme durch größere Unternehmen, wie im Fall der Eisengießerei Ditté, die vom inzwischen in der Kardex aufgegangenen Heilbronner Unternehmen Mehne übernommen wurde. Die Stadt Mosbach hat sich, vor allem unter Bürgermeister Werner Tarun (im Amt von 1954 bis 1974) sehr um die Ansiedlung von Industrie und Gewerbe sowie um eine Zentralfunktion der Stadt für die umliegenden Orte bemüht, so dass der allmähliche Niedergang der Industrie in Neckarelz durch Tausende in Mosbach neu geschaffene Arbeitsplätze kompensiert wurde. Nach der Eingemeindung von Neckarelz wurde Mosbach rasch zur Großen Kreisstadt erhoben.

## Bevölkerung

### Einwohnerentwicklung
Entwicklung der Einwohnerzahlen

### Religion
Neckarelz war bis nach dem Zweiten Weltkrieg ein überwiegend evangelisches Dorf. Der Zuzug von katholischen Flüchtlingen und Heimatvertriebenen machte den Neubau einer katholischen Kirche nötig, da das Tempelhaus für die Kirchengemeinde nicht mehr ausreichte. Die katholische Kirchengemeinde gehört zur Seelsorgeeinheit Elz-Neckar und hat ebenfalls ihren Sitz im Stadtteil Neckarelz. Ab Januar 2026 wird Neckarelz Sitz der neuen Pfarrei St. Maria Mosbach-Neckarelz, die im Rahmen der Kirchenentwicklung 2030 von Erzbischof Stefan Burger errichtet wird.

## Wappen
Die Blasonierung des ehemaligen Gemeindewappens von Neckarelz lautet: In geteiltem Schild oben von Silber und Blau schräg gerautet, unten in Rot eine goldene Forelle. Die kurpfälzischen Rauten weisen auf die einstige Zugehörigkeit zur Kurpfalz hin, die Forelle steht für die in Neckarelz lange praktizierte Fischerei.

## Kultur und Sehenswürdigkeiten

### Bauwerke und Baudenkmale

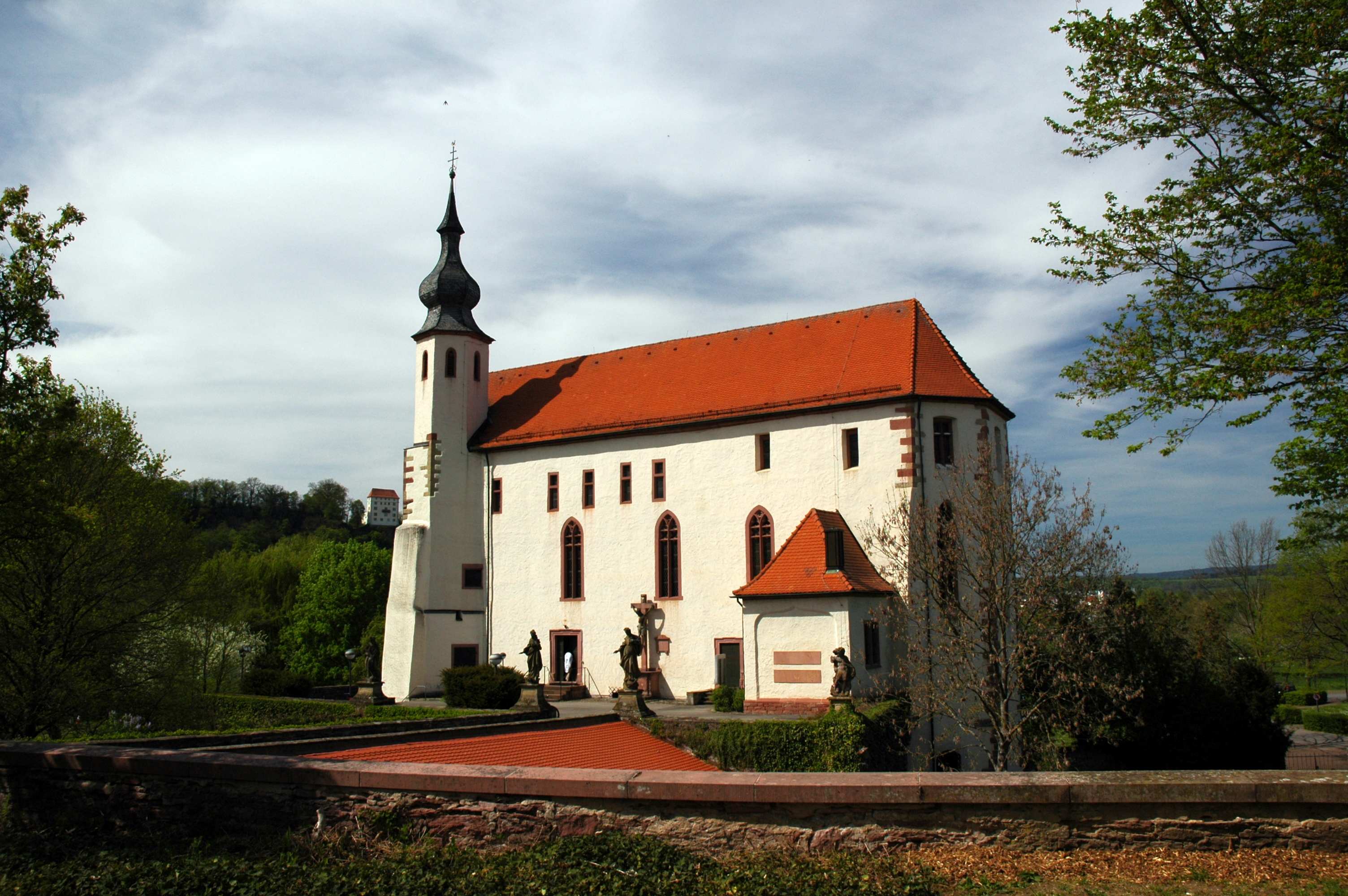
Tempelhaus

- Das Tempelhaus ist eine ehemalige Johanniterburg aus dem 12./13. Jahrhundert, die seit dem frühen 18. Jahrhundert bis zum Bau der Marienkirche 1955 als katholische Pfarrkirche genutzt wurde.
- Die 1773 erneuerte evangelische Martinskirche, das Pfarrhaus und das Bildungshaus Bruder Klaus runden das Ensemble nahe dem Tempelhaus ab. An der Gartenmauer des Bildungshauses befindet sich ein Denkmal für Auguste Pattberg, die zeitweilig in diesem Haus gewohnt hat.
- Das Rathaus ist ein 1964 erbauter Zweckbau, renoviert 1994, mit Rathausbrunnen von 1990.
- Im Ort sind mehrere historische Fachwerkgebäude erhalten, darunter die Alte Posthalterei und das Alfeldsche Haus.

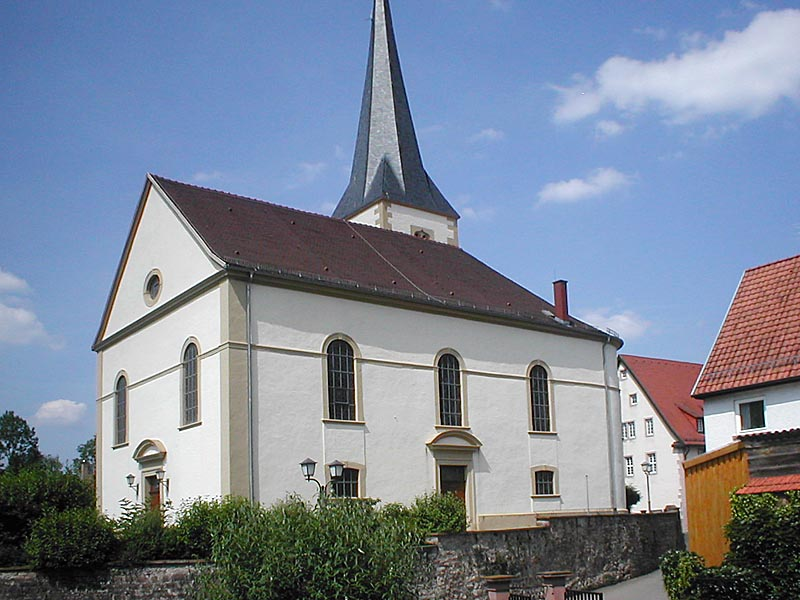
Martinskirche
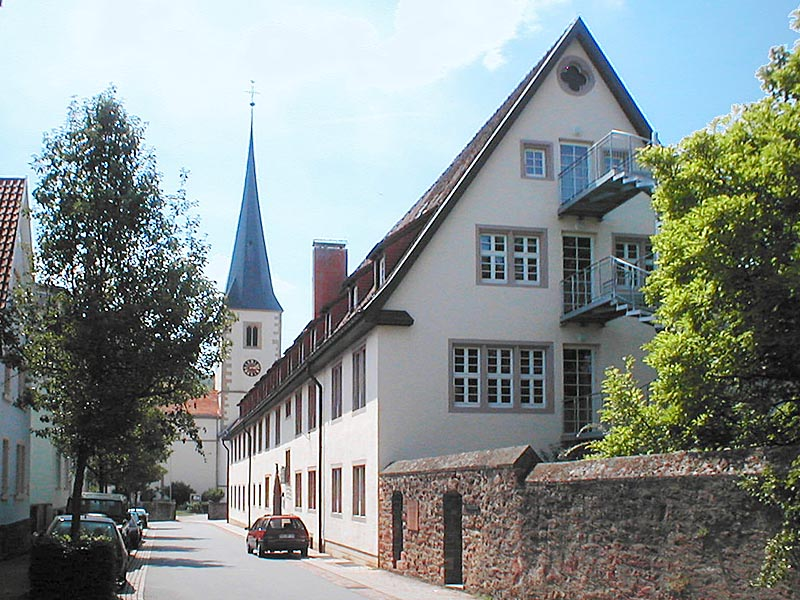
Bildungshaus
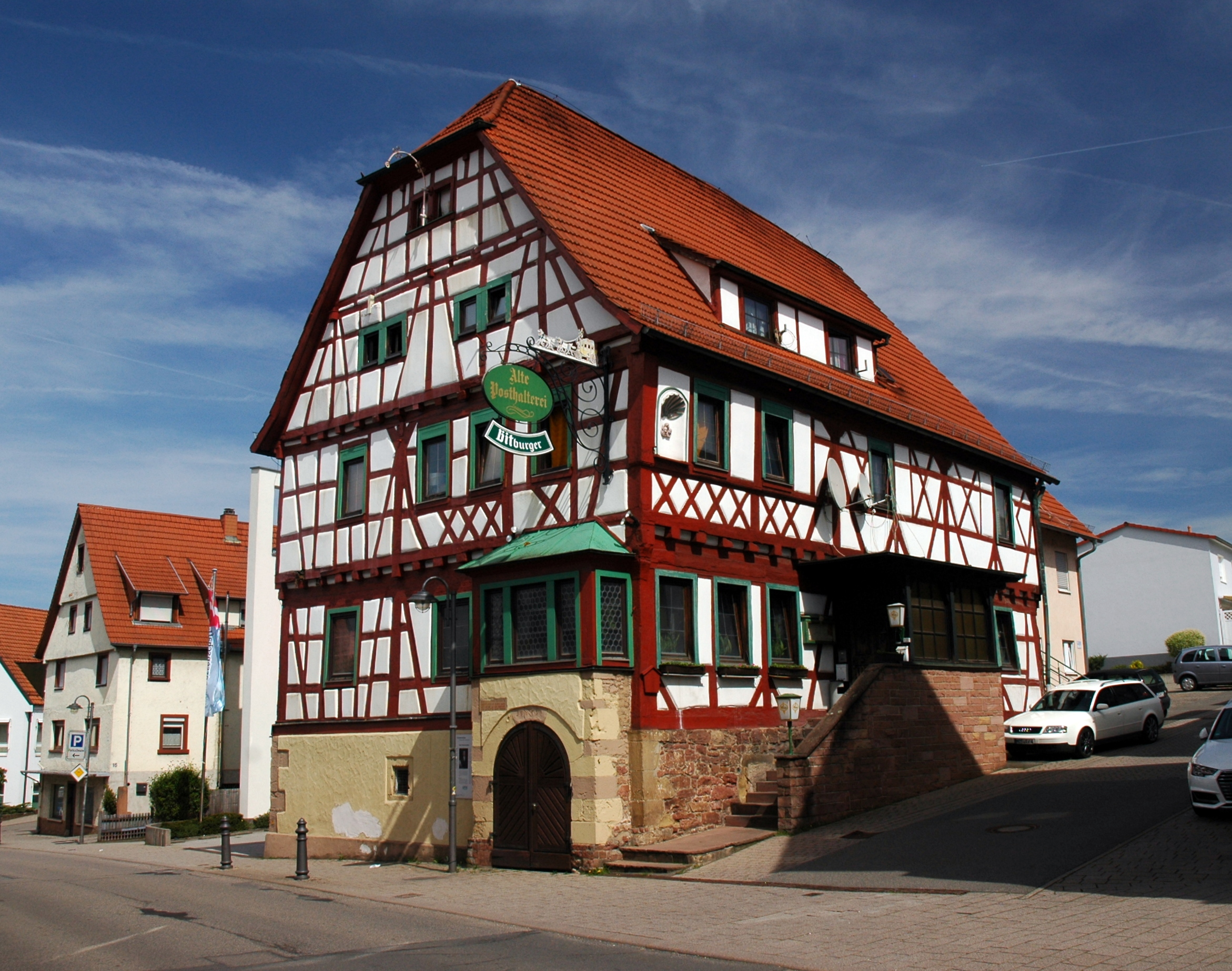
Alte Posthalterei
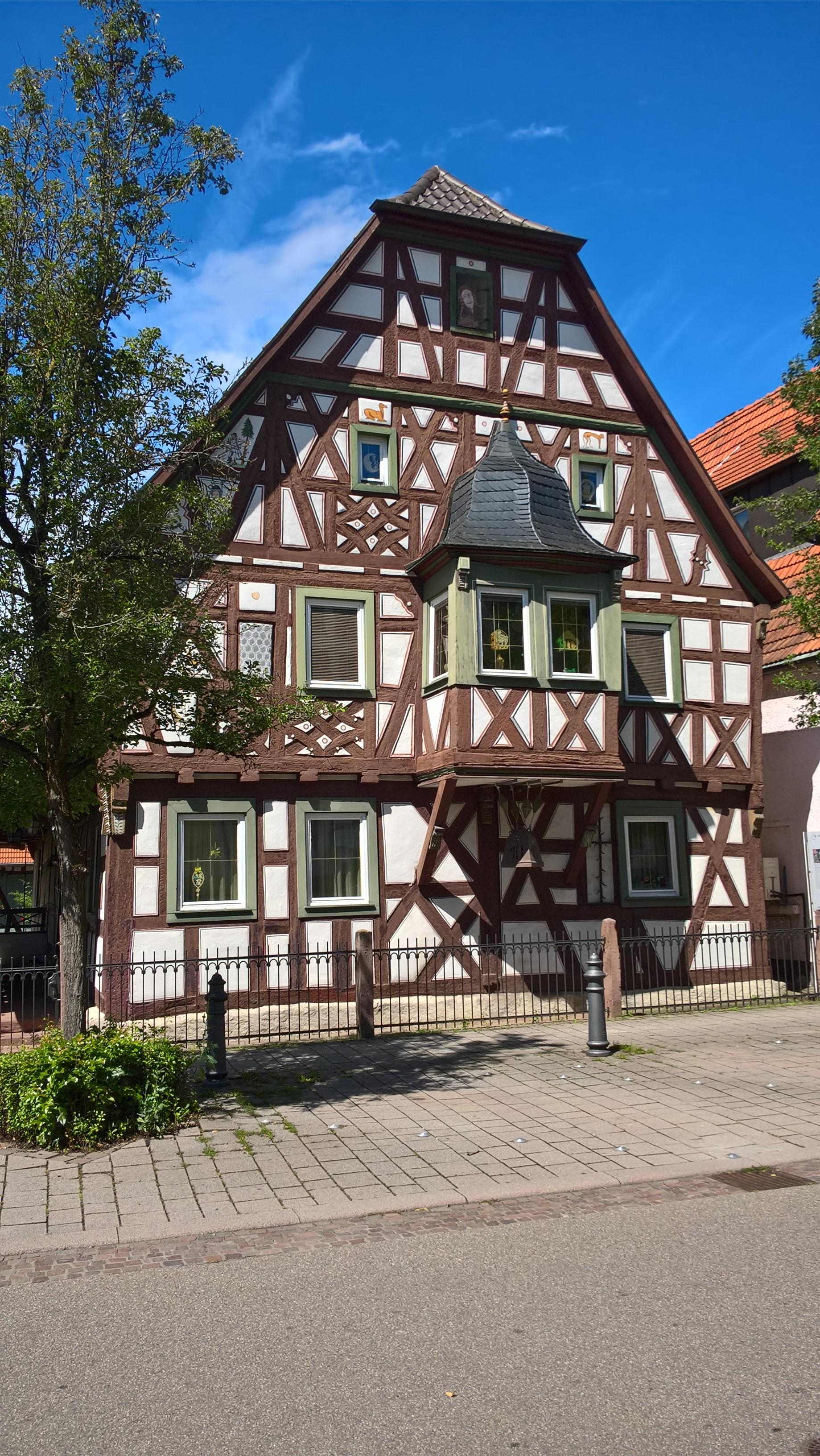
Alfeldsches Haus

### Bildung

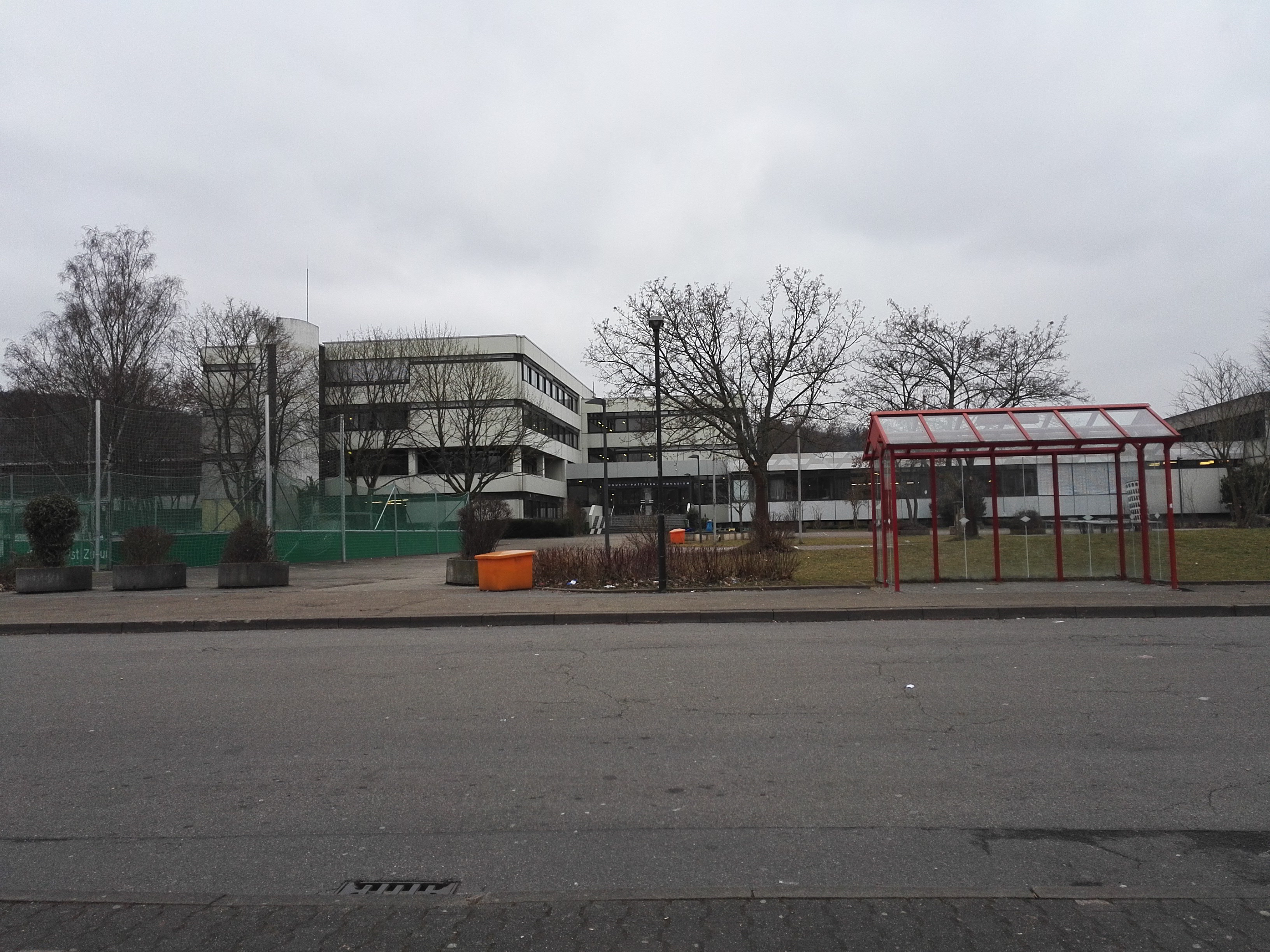
Auguste-Pattberg-Gymnasium

Neckarelz verfügt über eine Grundschule (Clemens-Brentano-Schule) und ein Gymnasium (Auguste-Pattberg-Gymnasium), welches zu den 44 Modelschulen in Baden-Württemberg gehört die einen G9-Zug anbieten. Auch gibt es mehrere Kindergärten im Stadtteil. Bis 2014 befand sich im gleichen Gebäude wie das Auguste-Pattberg-Gymnasium auch noch eine Hauptschule (Auguste-Pattberg-Hauptschule).

### Museen und Gedenkstätten
Der „Heimatverein Neckarelz-Diedesheim“ betreibt seit 1999 ein kleines Museum. Die ständige Ausstellung ist der Vergangenheit des Ortes gewidmet, ein separater Raum steht für Wechselausstellungen zur Verfügung.
Weiterhin erinnert eine KZ-Gedenkstätte mit Museum, die in einem Anbau der Clemens-Brentano-Schule untergebracht ist, an das KZ-Neckarelz. Hier wurde in der Zeit von 1944 bis 1945 auf dem gegenüberliegenden Neckarufer in einem Gipsstollen eine Fabrik für Flugmotoren errichtet.

### Sport
Die 1921 gegründete SpVgg Neckarelz ist der größte Sportverein in Neckarelz.
Der Verein besteht aus den Abteilungen Ballsportgruppe, Fußball, Gymnastik, Handball, Jugendfußball, Kinderturnen, Rollstuhlsport, Tischtennis und Sportabzeichen.
Am 27. Juni 2009 wurde die SpVgg Neckarelz in der ersten Hauptrunde des DFB-Pokals dem 14-maligen Pokalsieger FC Bayern München zugelost. Das Spiel wurde am 2. August in der Rhein-Neckar-Arena in Sinsheim ausgetragen. Neckarelz unterlag mit 1:3.

## Wirtschaft und Infrastruktur

### Behörden

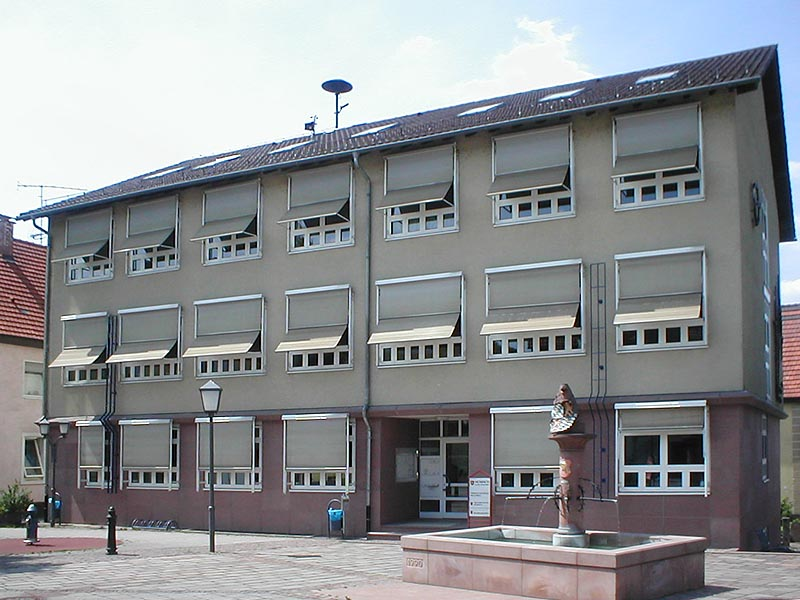
Verwaltungsstelle

Im Stadtteil Neckarelz befindet sich eine Verwaltungsstelle der Großen Kreisstadt Mosbach. Ebenso befindet sich eine Außenstelle des Bundeswehr-Dienstleistungszentrums Bruchsal im Ort, und bis 2011 unterhielt die Bundeswehr auch eine Kaserne (Neckartal-Kaserne). Auf deren Gelände entstand ab 2016 unter dem Namen TCRH Training Center Retten und Helfen ein in der Eigentümerschaft des Bundesverband Rettungshunde stehendes Ausbildungs- und Trainingsgelände, auf dem Feuerwehren, THW, Rettungsdienste, Hilfsorganisationen und Behörden den Einsatz bei Großschadenslagen üben können.

### Ansässige Unternehmen
Im Stadtteil Neckarelz befinden sich der Industriepark Mosbach und ein Einkaufszentrum.

### Verkehr

Eisenbahnknotenpunkt Neckarelz

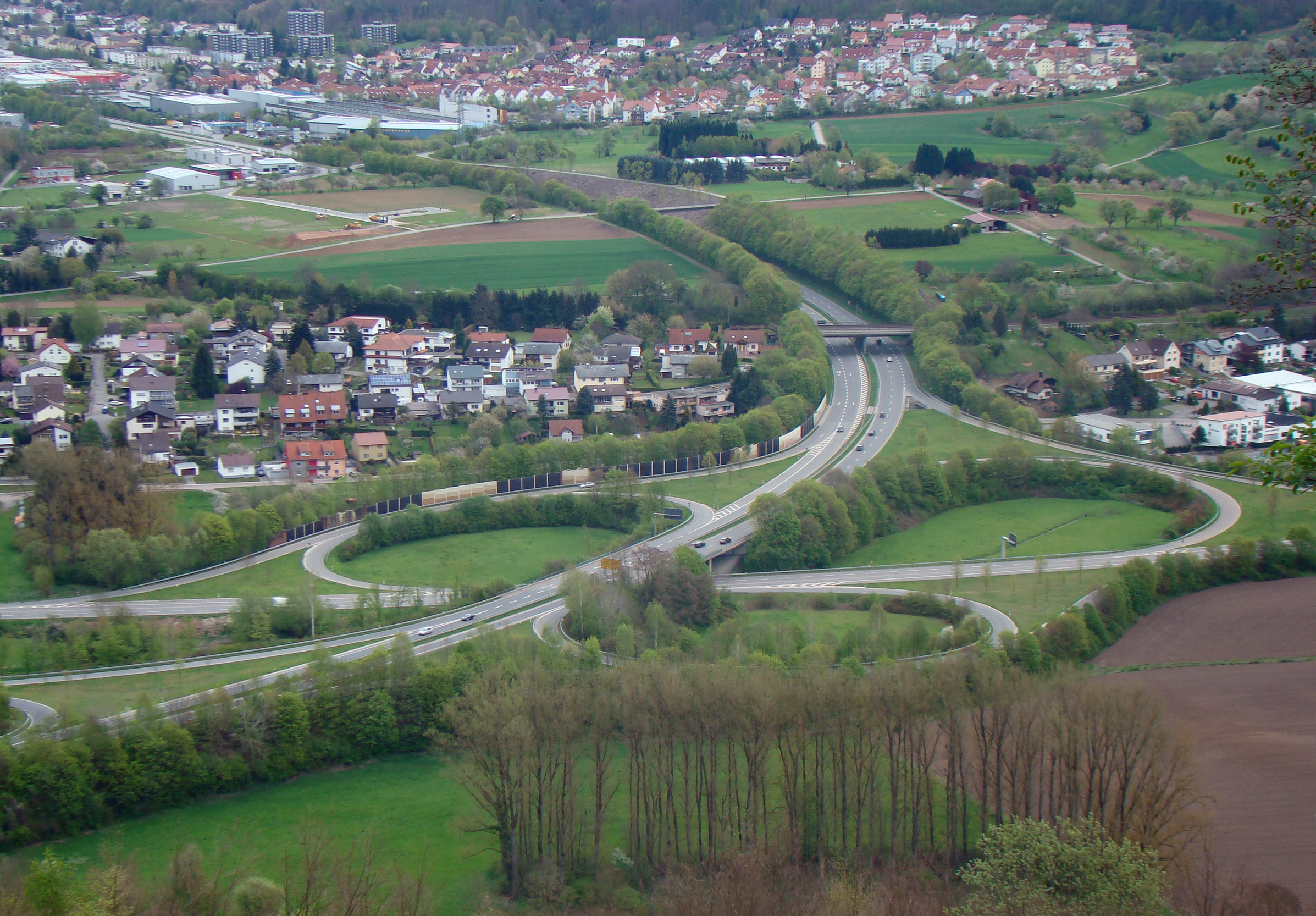
Mosbacher Kreuz

Der Stadtteil Neckarelz ist ein wichtiger Eisenbahn-Knotenpunkt. In Neckarelz zweigt die Bahnstrecke Neckarelz–Osterburken von der Neckartalbahn Heidelberg–Bad Friedrichshall ab. Die Linien S1 und S2 der S-Bahn RheinNeckar bedienen die Relation Homburg (Saar)–Kaiserslautern–Mannheim–Heidelberg–Mosbach–Osterburken. Der Bahnhof Neckarelz wird werktags von 04:00 bis 01:30 Uhr, am Wochenende fast rund um die Uhr bedient. Seit Dezember 2014 führt die Stadtbahnlinie S41 der Stadtbahn Heilbronn bis nach Mosbach (Baden) über Neckarelz. Ferner gibt es zweistündlich eine Regional-Express-Verbindung nach Mannheim oder Heilbronn. In Neckarelz befindet sich ein Reisezentrum, Stellwerk, S-Bahn-Abstellplatz und eine Wartungseinrichtung der Deutschen Bahn AG. Ende 1867 wurde im Bahnhof eine Brückenwaage erbaut.
Die Busverkehr Rhein-Neckar GmbH betreibt ebenfalls in Neckarelz eine Verkaufsstelle und ein Busdepot.
Am so genannten Mosbacher Kreuz, welches am Neckarufer beim Stadtteil Neckarelz liegt, treffen die Bundesstraßen 27, 37 und 292 aufeinander.
Eine Anbindung per Schiff ist auch vorhanden, da der Stadtteil direkt am Neckar liegt und über einen Hafen verfügt.